# Тарган чорний
Тарган чорний (Blatta orientalis) — комаха з роду Тарган (Blatta).

## Морфологія
Самці завдовжки 20—25 мм, самиці завдовжки 18—30 мм. Статевий диморфізм чітко виражений. У самиць надкрила не довші від задньоспинки, а крила практично відсутні. У самців надкрила бурувато-чорні, не сягають вершини черевця, крила буруваті, завдовжки з надкрила.

## Поширення
Цей вид відомий в Україні з XVIII ст. Точне його походження не відоме, хоча близькі види живуть в Африці та Австралії. У Криму може жити на волі, ховаючись на день у тріщинах стін чи під камінням поряд з житловими будівлями.

## Екологія
Тарган чорний рідко трапляється в приміщеннях. Веде нічний спосіб життя, має неприємний запах.